# Abacetus quadripustulatus
Abacetus quadripustulatus là một loài bọ chân chạy thuộc phân họ Pterostichinae. Loài này được Peyron mô tả lần đầu năm 1858.